# 比爾希山
47°12′0″N 7°33′20″E / 47.20000°N 7.55556°E

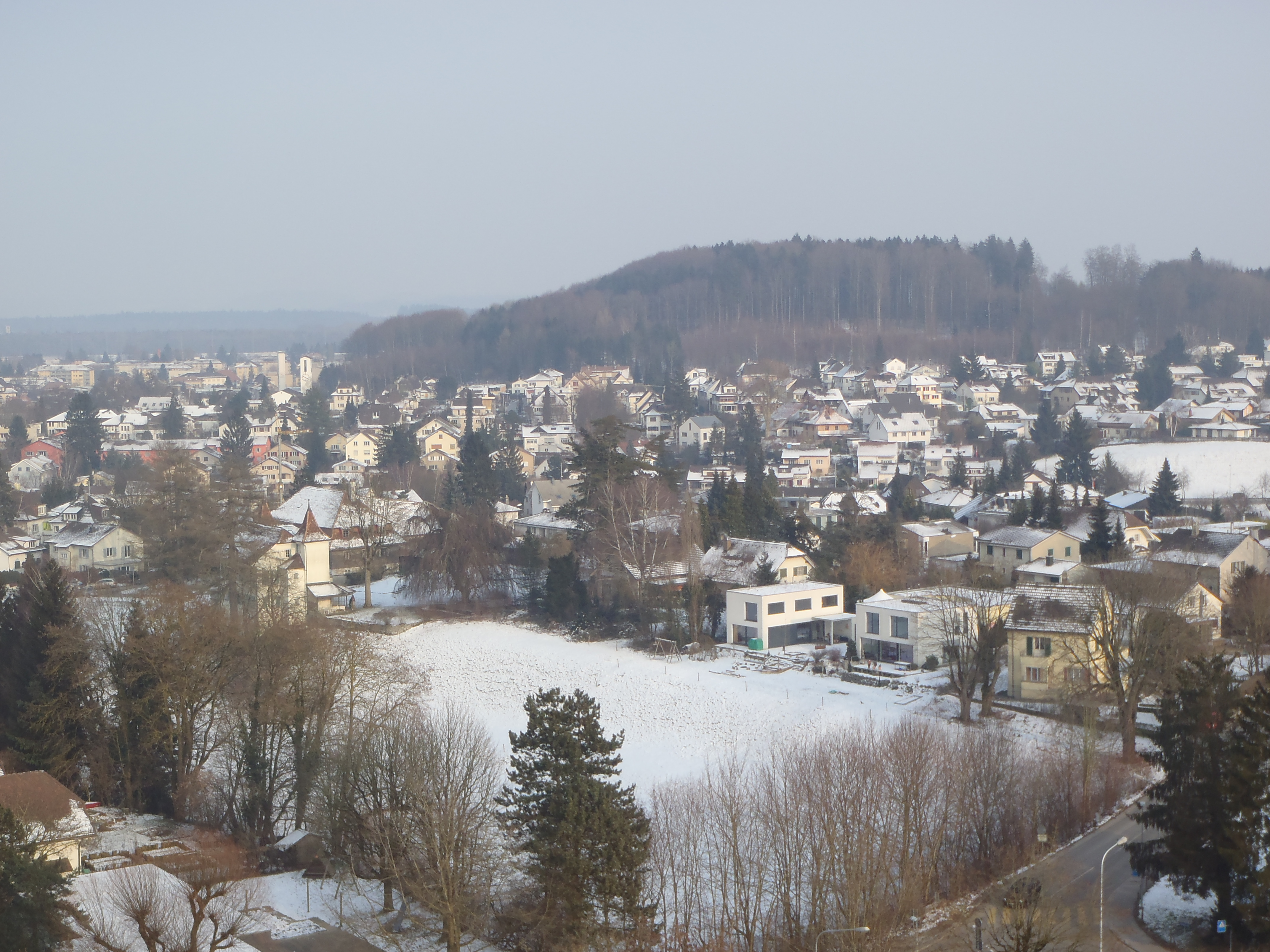

比爾希山（Birchi），是瑞士的山峰，位於該國北部，由索洛圖恩州負責管轄，距離布萊興貝格山0.6公里，海拔高度481米，山體在三疊紀時期形成。